# ووستان
ووستان (به ارمنی: Ոստան) یک شهر در ارمنستان است که در استان آرارات واقع شده‌است.ووستان  در  کیلومتری شمال آرتاشات، مرکز استان آرارات واقع شده است.

## خصوصیات
ووستان ۳٬۱۷۷ نفر جمعیت دارد و در ارتفاع  متر بالاتر از سطح دریا قرار گرفته است.